# Elvīra Ozoliņa
Elvīra Ozoliņa-Lūse (* 8. října 1939, Leningrad) je bývalá sovětská atletka lotyšské národnosti, olympijská vítězka v hodu oštěpem.
V roce 1960 se stala olympijskou vítězkou v hodu oštěpem. O dva roky později zvítězila ve finále této disciplíny na evropském šampionátu v Bělehradu. Třikrát vytvořila světový rekord v hodu oštěpem (nejlépe 59,78 m v roce 1963). Její osobní rekord 63,96 m pochází z roku 1973.
Jejím manželem se v roce 1969 stal oštěpář Jānis Lūsis. Rovněž jejich syn Voldemārs Lūsis se věnoval této disciplíně a zúčastnil se olympijských her v letech 2000 a 2004.